# Lilith (Zeitschrift)
Lilith ist eine gemeinnützige jüdisch-feministische Zeitschrift in den USA, die seit 1976 vierteljährlich erscheint. Das Magazin veröffentlicht investigative Reportagen, Berichte zu zeitgenössischen und geschichtlichen Themen, Kritiken zur Unterhaltungsindustrie und Rezensionen, literarische Prosa und Lyrik, Kunst und Fotografie. Einige Beiträge wurden mit Preisen ausgezeichnet.

## Geschichte
Die Zeitschrift wurde 1976 von Susan Weidman Schneider gegründet. Die Idee der Lilith war es, Themen jüdischer Frauen zu diskutieren, sie so ins Rampenlicht zu stellen und dadurch letztendlich mehr Entscheidungsmöglichkeiten im Alltagsleben für Jüdinnen zu erkämpfen. Tatsächlich wird die Zeitschrift als wichtiger Faktor der Verbreitung und Akzeptanz von Frauenrechten im Judentum betrachtet.
Das Magazin wurde nach Lilith benannt, der angeblich ersten Frau Adams. Obwohl sie in der Bibel nicht erwähnt wird, schrieben Talmud Gelehrte in späterer Zeit, Lilith sei aus dem Garten Eden verbannt worden, weil sie sich geweigert habe, sich Adam zu unterwerfen.

## Inhalt
Die weitgespannte Thematik schließt sexuelles Fehlverhalten von Rabbinern, neue Rituale und Feiern bis hin zur Dekonstruktion des JAP-Klischees („Jewish American Princess“) und zur Darstellung des jüdischen Standpunkts zum Abtreibungsrecht ein.

## Redaktion und Autoren
Susan Weidman Schneider ist seit 1976 Chefredakteurin. Sie ist außerdem Autorin der Bücher Jewish and Female und Intermarriage: The Challenge of Living with Differences between Christians and Jews sowie Koautorin von Head and Heart über die Rolle des Geldes im Leben der Frau. Zu den Autoren der Zeitschrift gehören Cynthia Ozick, Grace Paley, Letty Cottin Pogrebin, Nessa Rapoport, Blu Greenberg, Allegra Goodman, Myla Goldberg, Rabbi Susan Schnur (Lilith's Haupt Redakteurin), Naomi Danis (Liliths geschäftsführende Redakteurin), Dara Horn, Jennifer Baumgartner, Marge Piercy (Lilith's Lyrics Redakteurin), Sarah Blustain, Leela Corman, Liana Finck, Danya Ruttenberg, Shira Spector, Rachel Kadish, Anat Litwin, Ilana Stanger-Ross, Lesléa Newman, Yona Zeldis McDonough (Lilith's Literature Redakteurin), Alice Sparberg Alexiou, Amy Stone und andere. Lilith publiziert auch die Kunstwerke von Judy Chicago, Miriam Schapiro, Joan Roth (Lilith's Fotografin), Maira Kalman, Roz Chast und Eva Hesse.